# Rém
Rém ist eine ungarische Gemeinde im Kreis Jánoshalma im Komitat Bács-Kiskun.

## Geografische Lage
Rém liegt 15 Kilometer südwestlich der Kreisstadt Jánoshalma. Nachbargemeinden sind Csávoly, Felsőszentiván und Borota. Einige Kilometer nordwestlich des Ortes liegt der 173 Meter hohe Ólom-hegy, die höchste Erhebung im Komitat sowie im Alföld. Der Ort ist von landwirtschaftlichen Flächen und Akazien- und Kiefernwäldern umgeben.

## Infrastruktur
Im Ort gibt es Kindergarten, Grundschule, Bücherei, Gemeinschaftshaus, Hausarztpraxis, Apotheke, Post, Polizeistation, das Bürgermeisteramt und eine Kirche. Die Gemeinde ist landwirtschaftlich geprägt. Eine besondere Rolle spielen Geflügelzucht,  Tierfutterproduktion sowie der Anbau von Getreide und Gemüse.

## Sehenswürdigkeiten
- Aussichtsturm auf dem Ólom-hegy
- Heimatgeschichtliche Sammlung (Helytörténeti gyűjtemény)
- Römisch-katholische Kirche Szentolvasó Királynéja, erbaut 1901 im neoromanischen Stil
- Szentháromság-Statue

## Verkehr
Rém ist nur über die Nebenstraße Nr. 54117 zu erreichen. Es bestehen Busverbindungen über Borota nach Jánoshalma sowie über Felsőszentiván und Csávoly nach Baja. Die nächstgelegenen Bahnhöfe befinden sich in Jánoshalma und Baja.